# 3474 Лінслі
3474 Лінслі (3474 Linsley) — астероїд головного поясу, відкритий 27 квітня 1962 року.
Тіссеранів параметр щодо Юпітера — 3,399.